# Las olas
Las olas (título original en inglés, The Waves) es la séptima novela de Virginia Woolf, publicada el 8 de octubre de 1931. Es la novela más experimental de Woolf. Está formada por soliloquios de los seis personajes del libro: Bernard, Susan, Rhoda, Neville, Jinny y Louis. También es importante Percival, el séptimo personaje, aunque los lectores nunca le oyen hablar por sí mismo. Los monólogos que abarcan las vidas de los personajes están interrumpidos por nueve breves interludios en tercera persona detallando una escena costera en varias etapas en un día desde el amanecer hasta la puesta de sol. 

## Contenido
En Las olas, Woolf presenta un grupo de seis amigos cuyas reflexiones, que están más cercanas a los recitativos que a los monólogos interiores propiamente dichos, crean una atmósfera como de olas que es más cercano a un poema en prosa que a una novela con una trama central. El «flujo de conciencia» de estos personajes, es decir, la corriente preconsciente de ideas tal como aparece en la mente, se diferencia del lógico y bien trabado monólogo tradicional. 
Conforme van hablando los seis personajes o «voces» alternativamente, Woolf explora conceptos de individualidad, el yo y la comunidad. Cada personaje es distinto, pero juntos componen una imagen sobre una conciencia central silenciosa. Bernard es un narrador, buscando siempre una frase elusiva y apta (algunos críticos ven al amigo de Woolf, E. M. Forster como una inspiración); Louis es un extraño, que busca la aceptación y el éxito (algunos críticos ven aspectos de T. S. Eliot, a quien Woolf conoció bien, en Louis); Neville (que pudo basarse en parte en otro conocido de Woolf, Lytton Strachey) desea el amor, buscando a una serie de hombres, cada uno de los cuales se convierte en el objeto actual de su amor trascendente; Jinny es una personalidad social, cuyo Weltanschauung se corresponde con su belleza física y corpórea; Susan huye de la ciudad, prefiriendo el campo, donde se enfrenta a las emociones y las dudas de la maternidad; y Rhoda está abrumada por la ansiedad y sus inseguridades, siempre rechazando el compromiso humano, buscando siempre la soledad (como tal, Rhoda recuerda el poema de Shelley «The Question»; parafraseado: Reuniré mis flores y las regalaré--Oh! ¿A quién?). Percival (basado en parte en el hermano de Woolf, Thoby Stephen) es el héroe semejante a un dios pero con fallos morales, héroe de los otros seis, quien muere a mediados de la novela en una búsqueda imperialista de la India colonial dominada por los británicos. Aunque Percival nunca habla a través de un monólogo propio en Las olas, los lectores acaban sabiendo muchos detalles de él por los otros seis personajes que lo describen repetidamente y reflexionan sobre él a lo largo del libro.

## Ediciones en España
Las olas se ha publicado en 2003 como el vol. 59 de la Obra Completa de V. Woolf, RBA Coleccionables, ISBN 978-84-473-2586-3. Otras ediciones: por Bruguera en 1982 ISBN 978-84-02-07189-7 y en 1986 ISBN 978-84-02-05733-4; por Ediciones Orbis en 1982 ISBN 978-84-7530-055-9 y en 1988 ISBN 978-84-402-0546-9; por Editorial Lumen en 1993 ISBN 978-84-264-1089-4, en 2000 ISBN 978-84-264-0103-8 y en 2004 ISBN 978-84-264-1410-6; por Ediciones Cátedra en 1994 ISBN 978-84-376-1288-1; por Ediciones Alfaguara en 1995 ISBN 978-84-204-2751-5; por Tusquets Editores en 1995 ISBN 978-84-7223-896-1; por Punto de Lectura en 2000 ISBN 978-84-95501-85-1; por Mediasat Group en 2002 ISBN 978-84-96075-21-4; por Vision Libros en 2002 (archivo de internet) ISBN 978-84-9770-298-0 y, por último, por Ediciones Folio en 2002 ISBN 978-84-413-1747-5.

## Legado
The Waves (2023) es un ciclo de nueve canciones para coro basado en la novela, compuesto por el alemán Johannes Boris Borowski.